# Niszczyciele rakietowe typu Hatsuyuki
Niszczyciele rakietowe typu Hatsuyuki – japońskie niszczyciele rakietowe, które zaczęły wchodzić do służby w 1982. Zbudowano 12 jednostek tego typu.

## Historia
Okręty te należą do trzeciej generacji niszczycieli opracowanych i produkowanych przez Japonię. Głównym zadaniem jednostek jest zwalczanie okrętów podwodnych, jednak dysponują one także możliwością zwalczania celów powietrznych i nawodnych. Budowę pierwszej jednostki serii DD-122 "Hatsuyuki" rozpoczęto 14 marca 1979. Wodowanie nastąpiło 7 listopada 1980. Okręt wszedł do służby 23 marca 1982.
Okręty wchodziły kolejno do służby w latach 1982 - 1987. Od ósmej jednostki serii, w miejsce aluminiowych części (nadbudówka, mostek), wprowadzono elementy stalowe. Było to podyktowane doświadczeniami wojny falklandzkiej, gdzie aluminiowe nadbudówki brytyjskich jednostek okazały się mało odporne na wysoką temperaturę podczas pożaru. Zmiany te zwiększyły wyporność okrętów o 100 ton.
Okręty były systematycznie doposażane w system obrony przeciwrakietowej Vulcan. Ostatnia jednostka otrzymała ten system w 1996.

## Zbudowane okręty
- DD-122 "Hatsuyuki" – rozpoczęcie budowy 14 marca 1979, zwodowany 7 listopada 1980, wejście do służby 23 marca 1982
- DD-123 "Shirayuki" – rozpoczęcie budowy 3 grudnia 1979, zwodowany 4 sierpnia 1981, wejście do służby 8 lutego 1982
- DD-124 "Mineyuki" – zwodowany 19 października 1982, wejście do służby 26 stycznia 1984
- DD-125 "Sawayuki" – zwodowany 21 czerwca 1982, wejście do służby 15 lutego 1984
- DD-126 "Hamayuki" – zwodowany 27 maja 1982], wejście do służby 18 listopada 1983
- DD-127 "Isoyuki" – zwodowany 19 września 1983, wejście do służby 23 stycznia 1985
- DD-128 "Haruyuki" – zwodowany 6 września 1983, wejście do służby 14 marca 1985
- DD-129 "Yamayuki" – zwodowany 10 lipca 1984, wejście do służby 3 grudnia 1985
- DD-130 "Matsuyuki" – zwodowany 25 października 1984, wejście do służby 19 marca 1986
- DD-131 "Setoyuki" – zwodowany 3 lipca 1985, wejście do służby 11 grudnia 1986
- DD-132 "Asayuki" – zwodowany 16 października 1985, wejście do służby 20 lutego 1987
- DD-133/TV-3513 "Shimayuki" – zwodowany 29 stycznia 1986, wejście do służby 17 lutego 1987